# Hello world
Hello world (z ang. „Witaj, świecie”) – program, którego jedynym celem jest wypisanie na standardowym wyjściu napisu „Hello World!” lub innego prostego komunikatu.

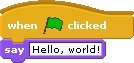
Skrypt Hello, world! w Scratch

Program taki ma na celu jedynie demonstrację języka, środowiska bądź biblioteki, w której był napisany. Nazwą tą określa się też wszystkie inne trywialne programy, dla których jedynym celem istnienia jest demonstrowanie sposobów programowania.
Programiści, ucząc się danego języka lub zaczynając naukę programowania, często piszą samodzielnie Hello world jako swój pierwszy program. Aktualnie w środowiskach informatycznych oraz w wielu kursach jest on swego rodzaju tradycyjnym elementem.

## Historia
Pierwszy udokumentowany program Hello world opublikował Brian Kernighan w podręczniku do języka B z 1972 roku. Był to kod, który miał ilustrować wykorzystanie zmiennych globalnych:
```
main( ) {
 extrn a,b,c;
 putchar(a); putchar(b); putchar(c); putchar('!*n');
}

a 'hell';
b 'o, w';
c 'orld';

```

Inspiracją dla wyświetlenia akurat takiego komunikatu była dla B. Kernighana kreskówka, w której wykluwający się z jajka kurczak wypowiadał słowa Hello, world!.
Ten przykład został zaadaptowany do języka C i opublikowany w 1974 roku w publikacji Programming in C: A Tutorial. Kod wypisuje komunikat hello world (bez wielkich liter i wykrzyknika):
```
main
()

{

    
printf
(
"hello, world"
);

}

```